# برونوو سوارس
 برونوو سوارس (انگلیسی: Bruno Soares؛ زادهٔ ۲۷ فوریهٔ ۱۹۸۲) یک تنیس‌باز اهل برزیل است.